# Rindera kuramensis
Rindera kuramensis är en strävbladig växtart som beskrevs av I.T. Turakulov. Rindera kuramensis ingår i släktet Rindera och familjen strävbladiga växter. Inga underarter finns listade i Catalogue of Life.